# Fatalidad (canción)
Fatalidad es una canción en tono de vals peruano compuesta por Laureano Martínez Smart y escrita por Juan Sixto Prieto. El tema apareció por primera vez alrededor de 1944 cantado por el cantante puneño Jorge Huirse en Lima. En 1956, el cantante ecuatoriano Julio Jaramillo lanzó una versión de la canción y la misma se convirtió en el tema que lo catapultó al éxito nacional.

## Versión de Julio Jaramillo
La versión de Fatalidad interpretada por Julio Jaramillo tuvo su origen luego del éxito que alcanzó una versión del mismo tema grabada en 1955 por el ecuatoriano Olimpo Cárdenas en Colombia para el sello Cóndor. Debido al elevado costo que significaba importar a Ecuador los discos del tema desde Colombia, la discográfica local J.D. Feraud Guzmán le pidió a Julio Jaramillo que grabara una nueva versión de la canción. Cuando Feraud Guzmán le pidió Jaramillo que intentara interpretar el tema igual a Cárdenas, él respondió que «no lo haría igual sino superior». Jaramillo le introdujo varios cambios al tema en conjunto con el músico Rosalino Quintero, quien se inclinó por tocar un requinto para la grabación en lugar de una guitarra. El lado B del disco incluyó la canción Naufragio de amor.
Fatalidad alcanzó gran popularidad en corto tiempo y se convirtió en el éxito musical más grande de la historia de Ecuador hasta la fecha, con 6000 copias vendidas en la primera semana. Aunque Julio Jaramillo ya había grabado varias canciones antes, entre ellas el pasillo titulado Esposa, Fatalidad fue el tema que lo impulsó a la fama.